# 前任行政長官辦公室

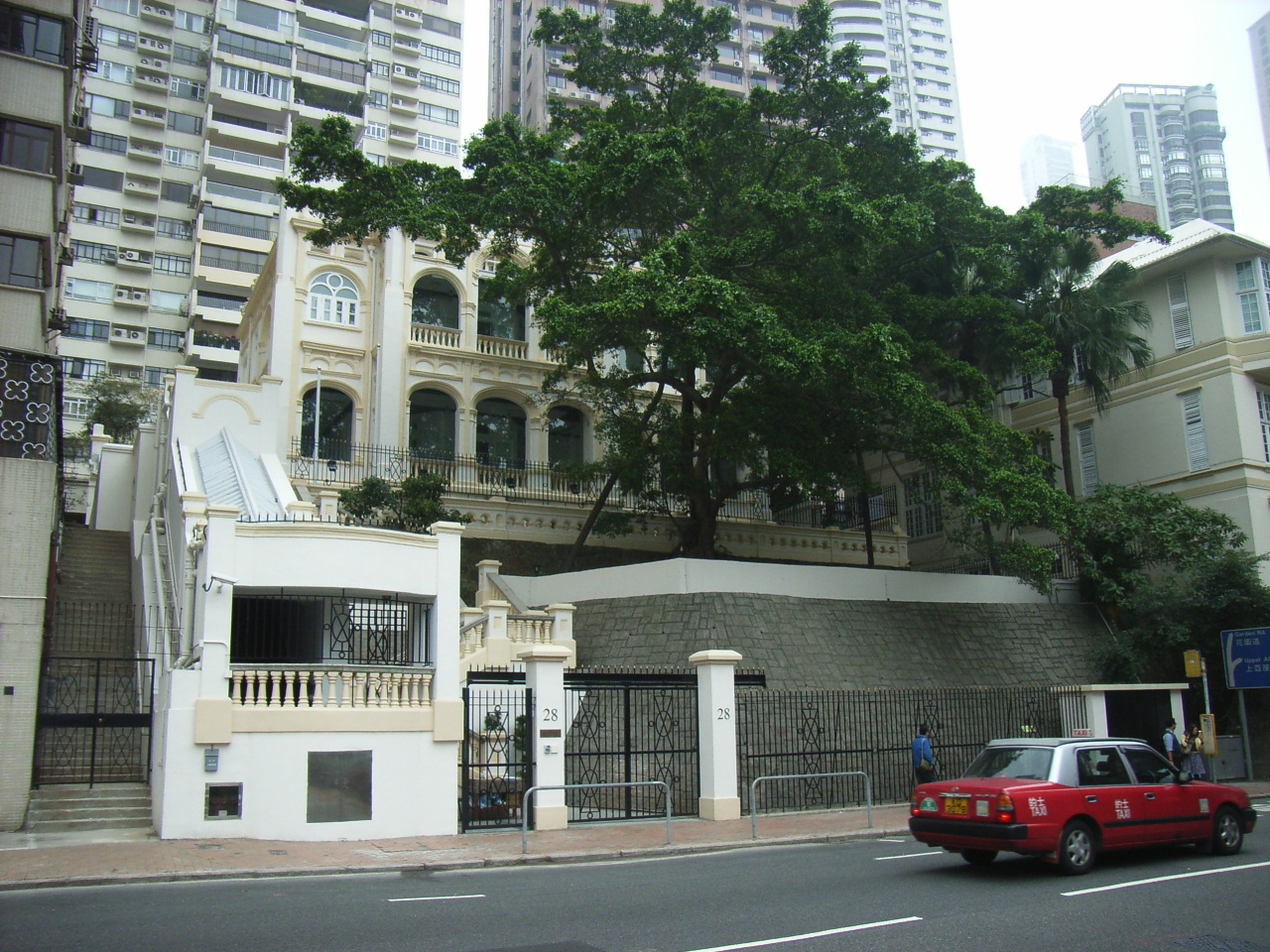
前任行政長官辦公室，堅尼地道28號

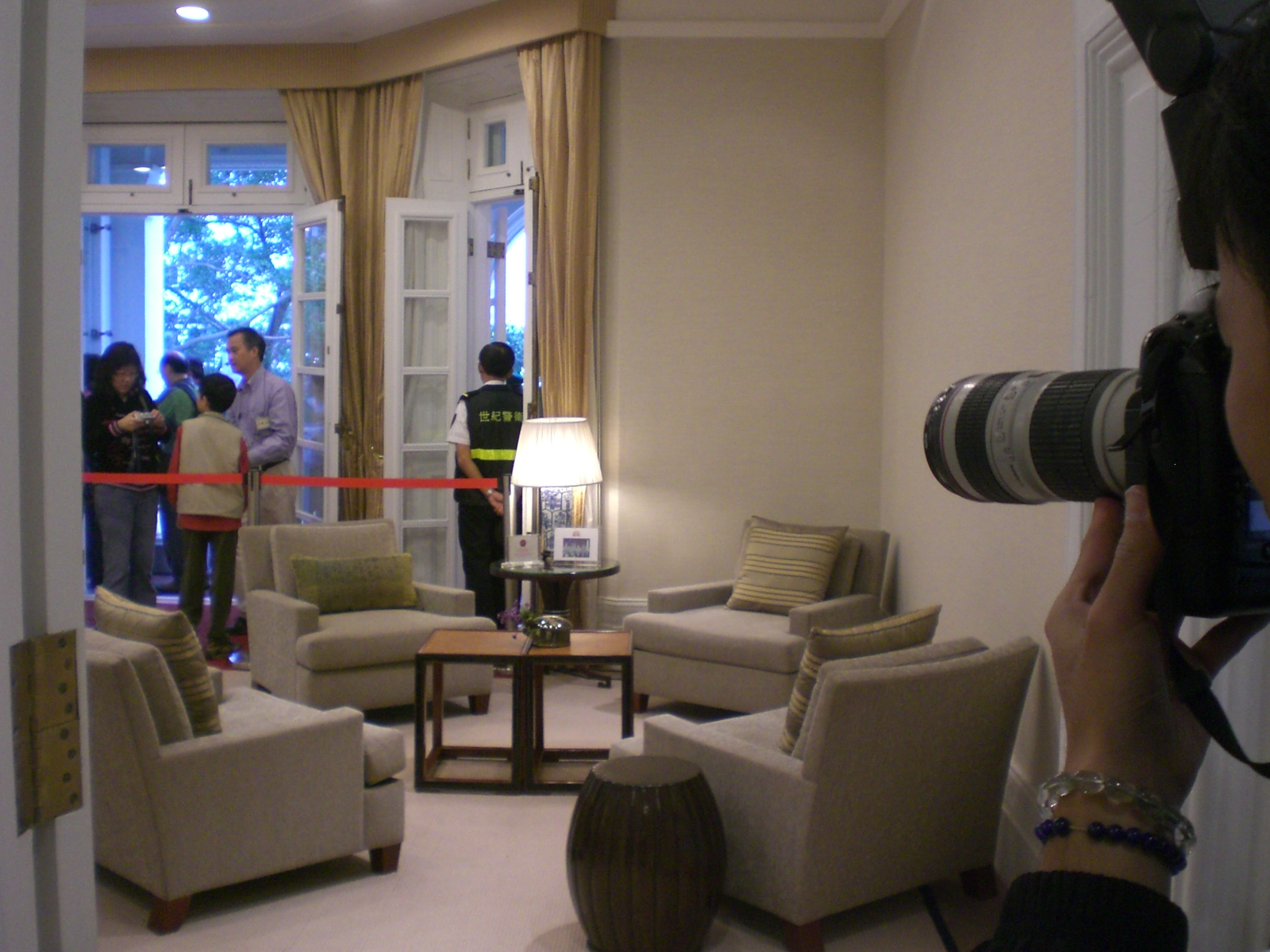
2008年1月13日開放日

前任行政長官辦公室（英語：Office of Former Chief Executives），是前任香港特別行政區行政長官的辦公機構，為他們提供行政支援以進行推廣和禮節性的工作，以及與其前官方身分相關的活動。辦公室所在地原本為舊英童學校，位於香港島中環半山區堅尼地道28號。前任行政長官辦公室建築群，即主樓連僕人宿舍及人力車停泊處，於2009年12月18日正式被香港古物古蹟辦事處評為香港一級歷史建築。在2009年12月18日以前，該建築被評為香港三級歷史建築。

## 建築
建築物約建於1905年，為一座兩層高的維多利亞式獨立屋，當時屬香港置地所有。其後該建築被用作英童學校的校舍。學校於香港日治時期停辦，並被日軍佔用。1948年至1950年，該建築曾成為皇仁書院的臨時校舍。但直到1954年，香港政府才正式從日本政府收回業權。該座大樓採用非對稱設計，建築風格以典型意大利式為主。
其後由官立漢文中學，即現今的金文泰中學使用至1961年。1961年至1989年，該建築曾成為教育署若干組別的辦公室及堅尼地道小學（Kennedy Road Junior School）共用。1993年至1999年，該建築物也曾經由中英聯合聯絡小組徵用為辦公室。香港主權移交後，建築物由本地設計師協會租用，成立香港設計中心，由香港賽馬會贊助古物修復及裝修費為600萬港元。
兩年後，香港設計中心於2006年中搬往九龍九龍塘的創新中心，香港特區政府於同年11月，經前任行政長官董建華同意，最後選定此建築物作為前任行政長官辦公室。2007年4月21日，政府宣佈該建築正式成為前任行政長官辦公室， 政府耗資逾200萬港元進行裝修、添置傢俬、進行外牆油漆工程，以及在大門外加上銅牌和豎立中國國旗及香港區旗。
該大樓佔地1,200平方米，分為上下兩層。其中下層是一個會議廳，上層則有3間約500呎辦公室，即是可以同時容納3名前任行政長官一起辦公。

## 開放日
前任行政長官辦公室曾於2008年1月13日及2011年1月16日舉行開放日。以下是2011年1月16日開放日的部份照片：

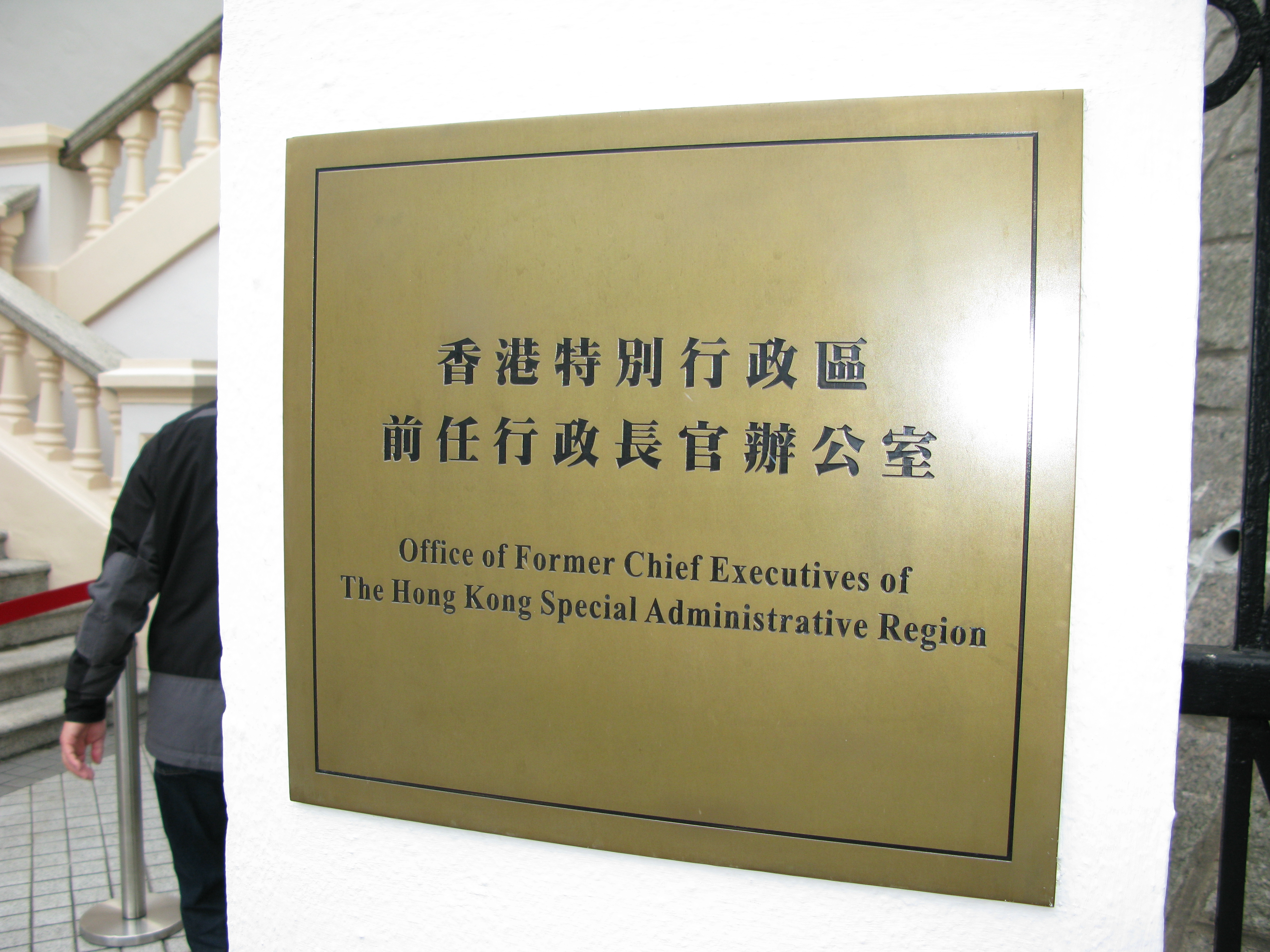
名牌
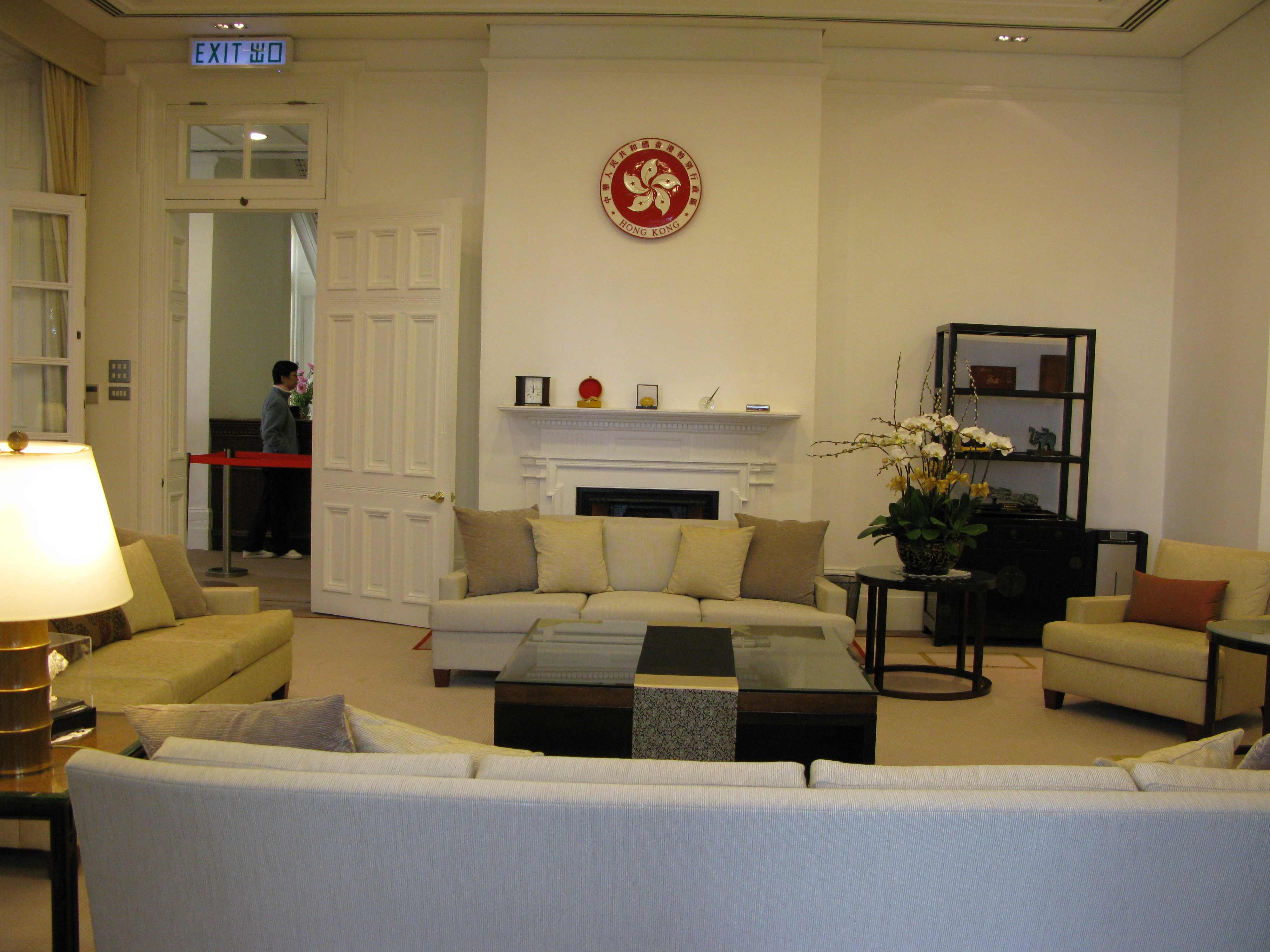
會客室
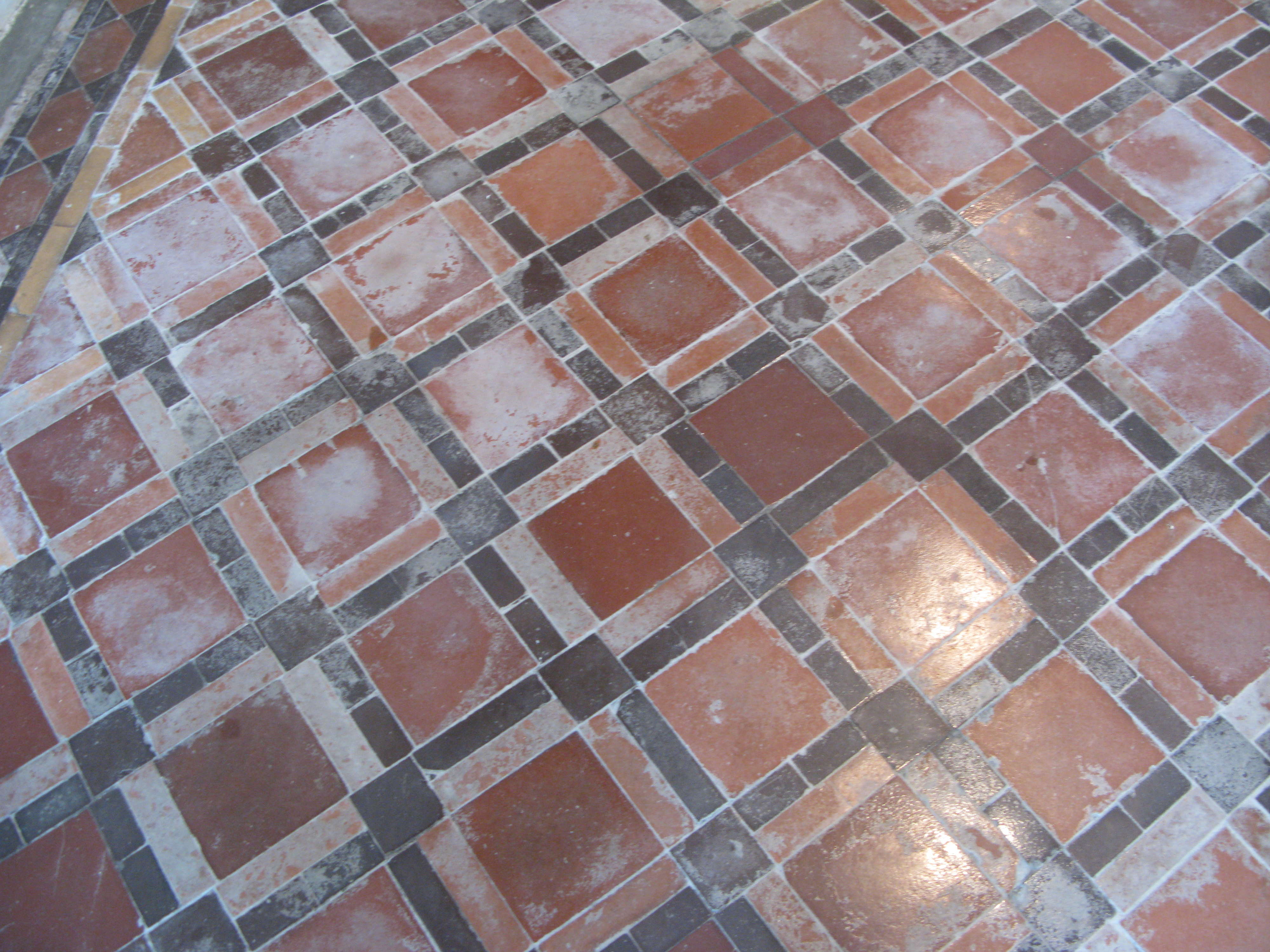
地磚，逾百年歷史
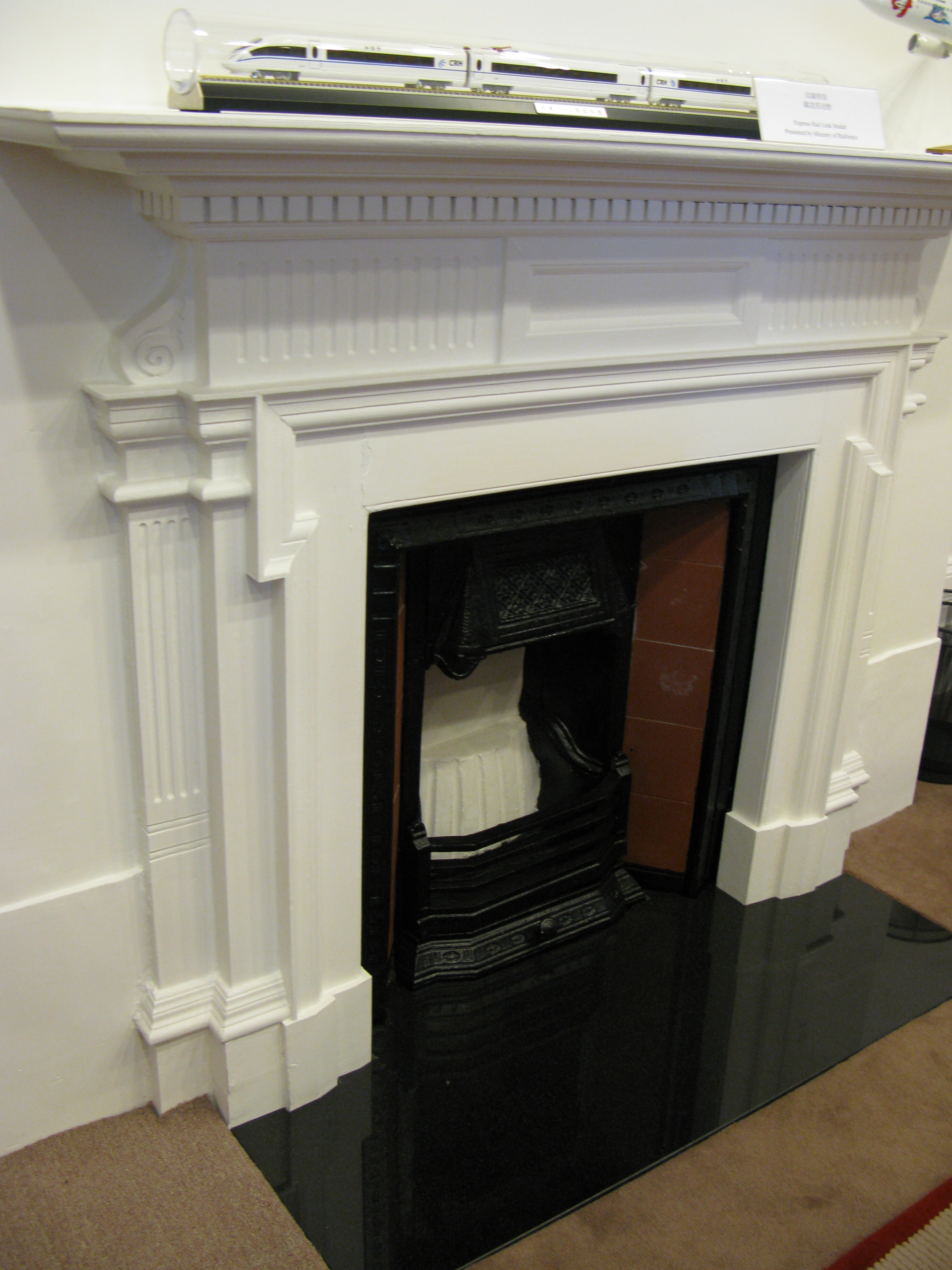
壁爐
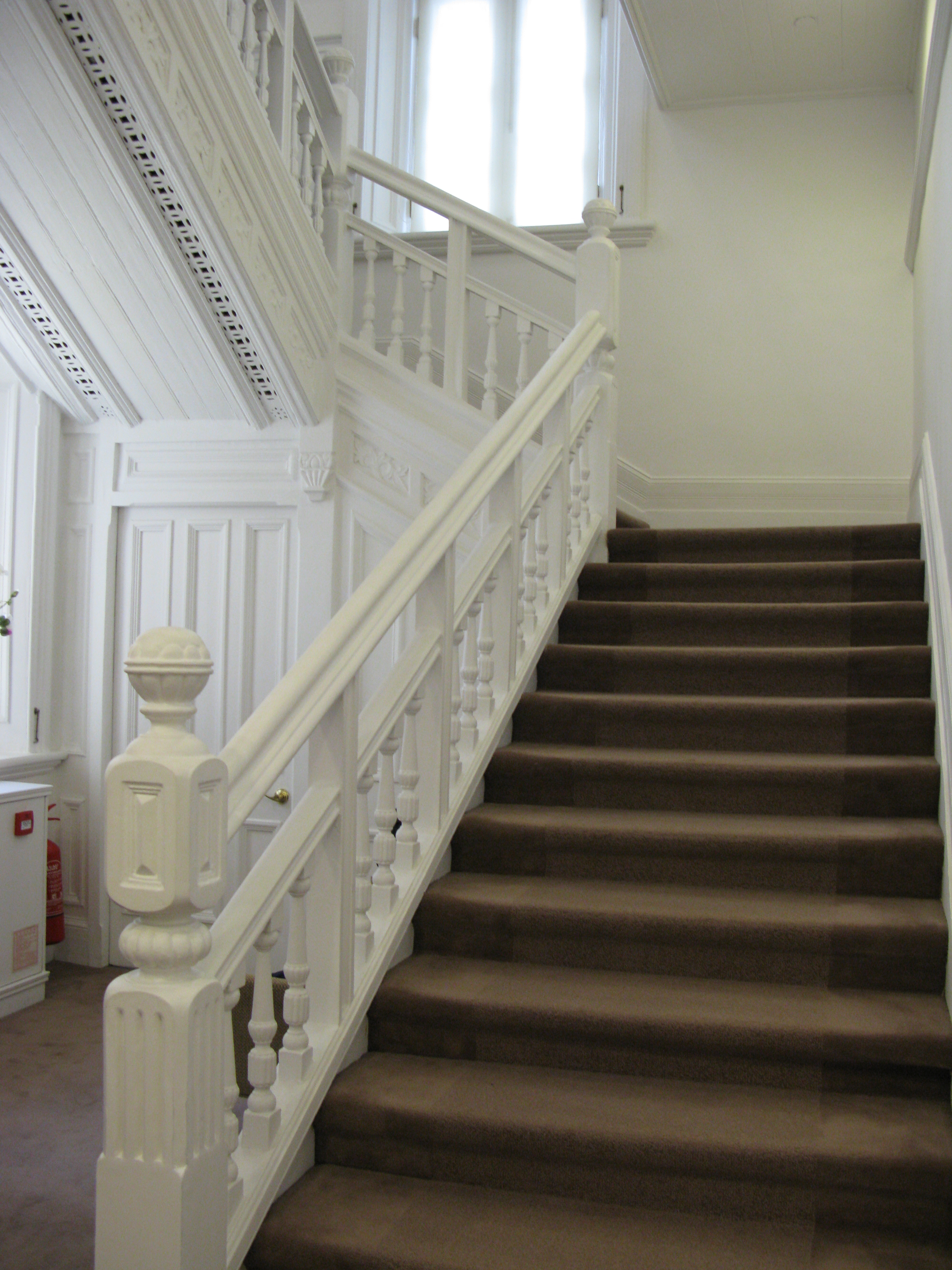
樓梯
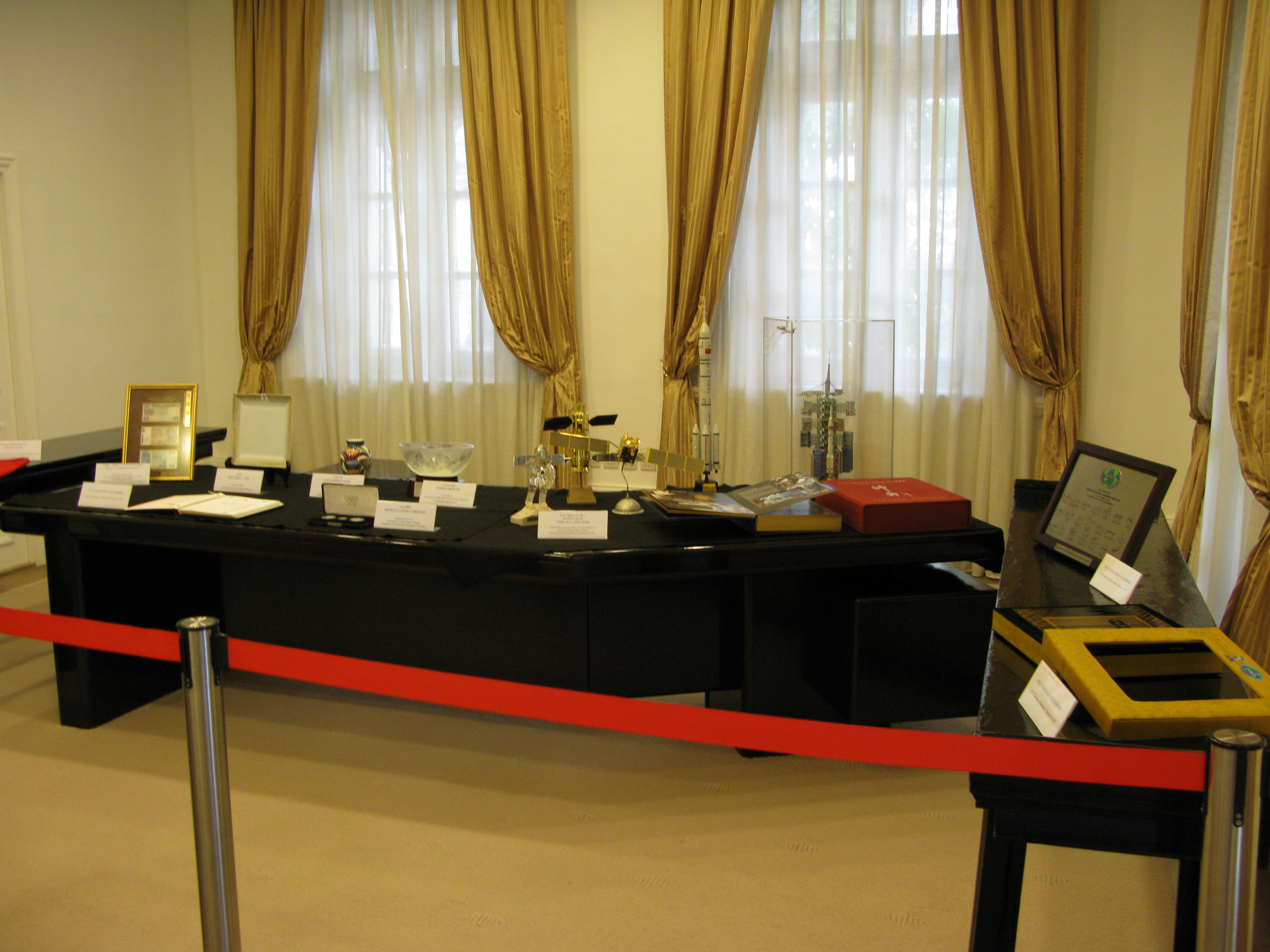
預留辦公室位置，含展品
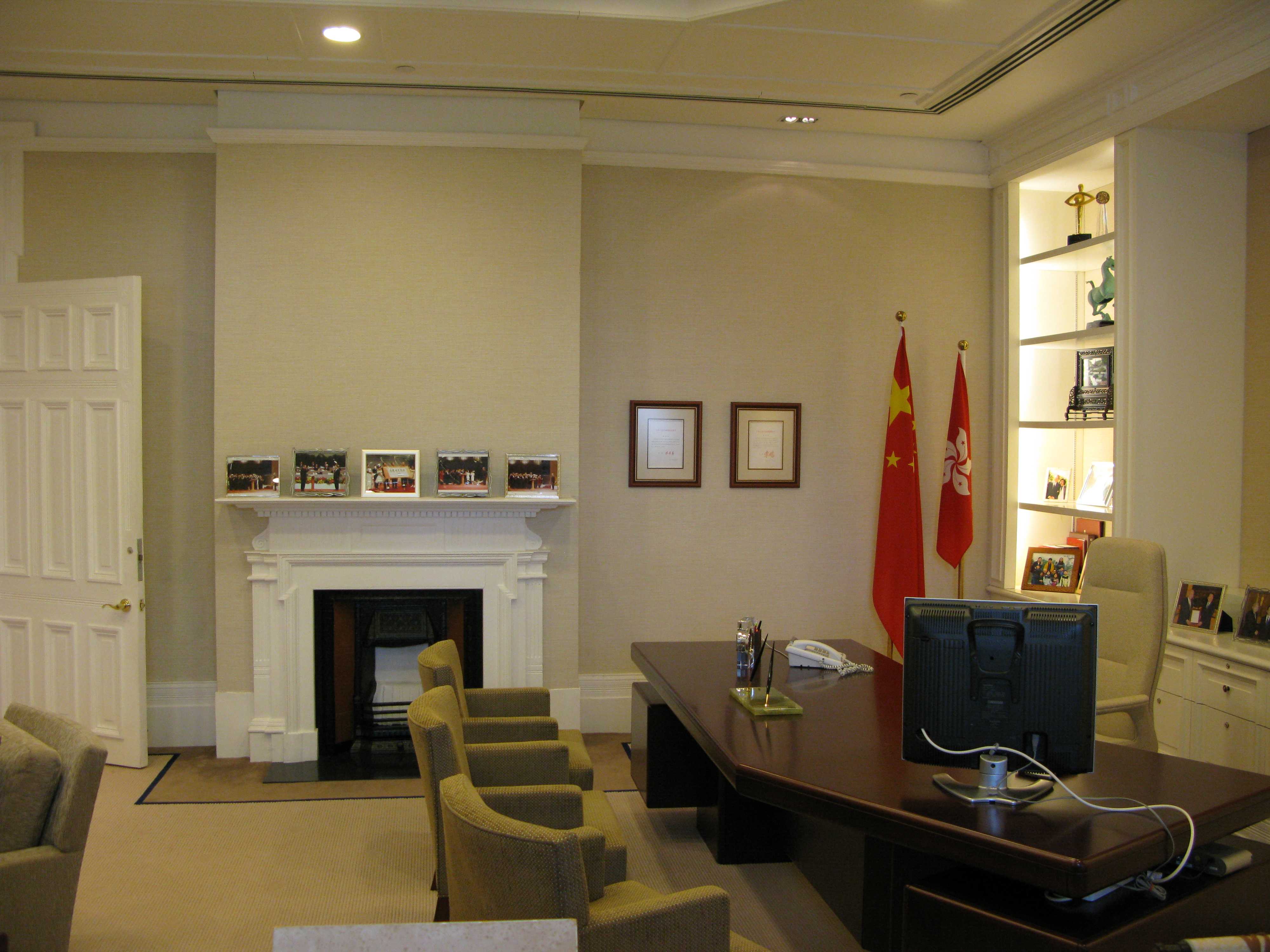
前任行政長官辦公室
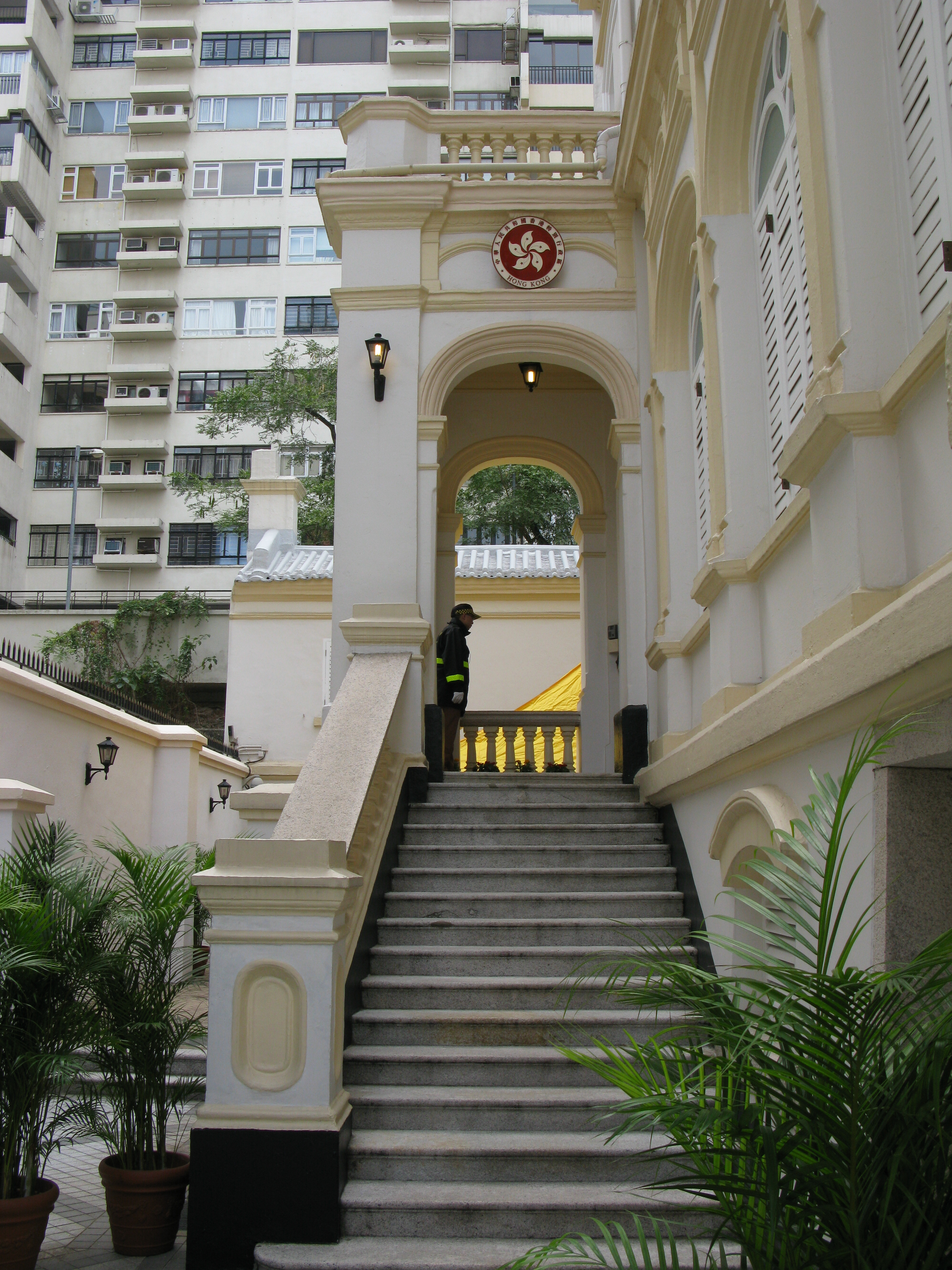
內庭入口
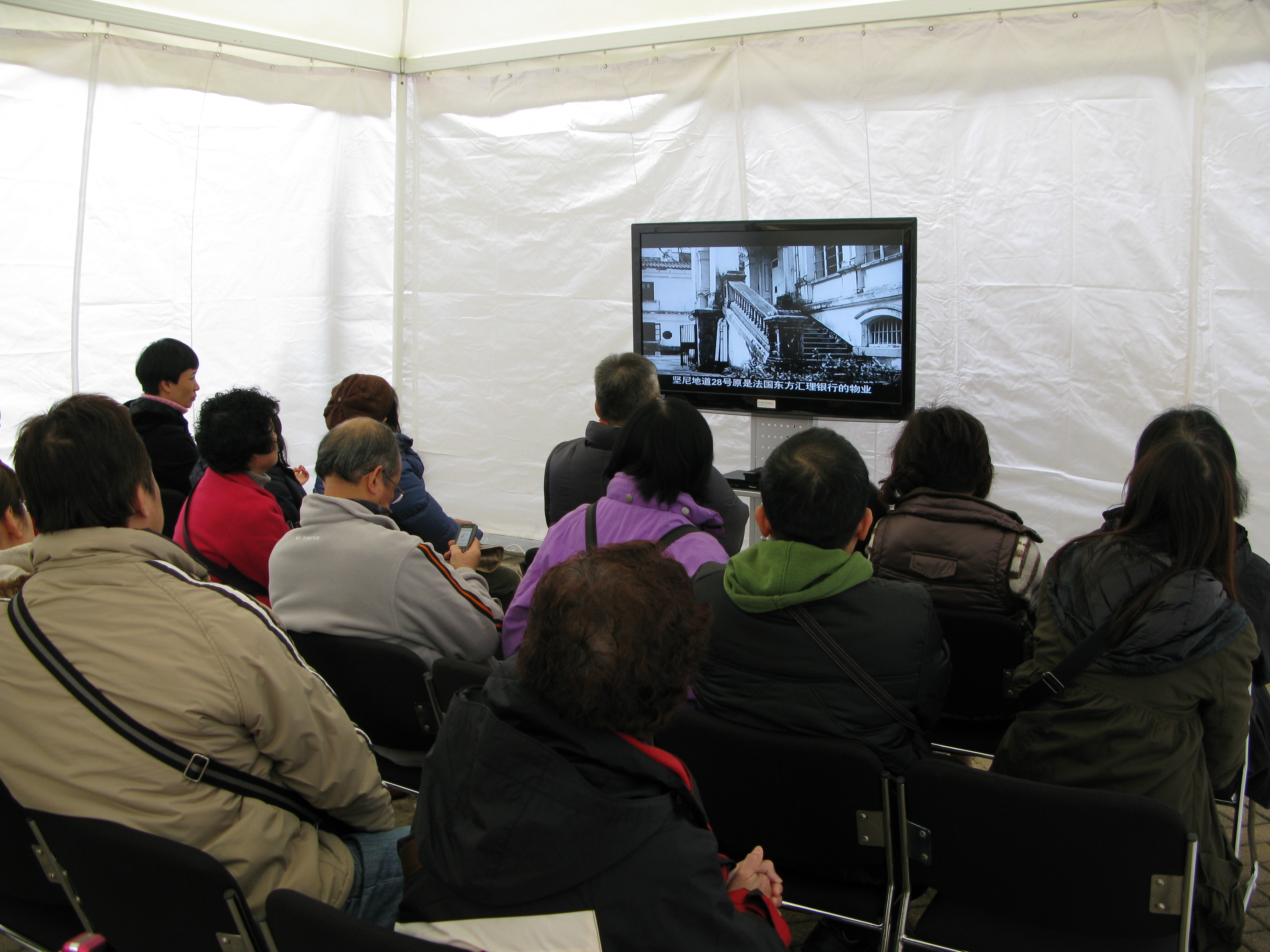
短片導賞服務，該短片名為《百載風華 - 堅尼地道28號：前任行政長官辦公室》，由行政署於2008年1月製作

## 鄰近
- 香港公園
- 香港視覺藝術中心
- 聖若瑟書院